# クラビン
クラビン（Klabin S.A.）はブラジル最大の製紙業者。また、紙のリサイクル、紙製品の製造、包装、材木の加工も手がける。
クラビンはブラジルに17ヶ所、アルゼンチンに1ヶ所、自社所有の森林を所有しており、クラビン社製の紙製品は、その森林によって自給している。自社所有の人工林の面積は218,000ha、自然保護を受けている天然林の面積は183,000haである。クラビンは、南半球の製紙業者で最初に自給用の森林を所有した業者である。
クラビンの自然保護活動は最高レヴェルという評価も高い。